# Port lotniczy Gobernador Gregores
Port lotniczy Gobernador Gregores (IATA: GGS, ICAO: SAWR) – port lotniczy położony w Gobernador Gregores, w prowincji Santa Cruz, w Argentynie.